# Уанз
Уанз (на френски: Wanze, също и Ванз) е община в Южна Белгия, провинция Лиеж. Разположен е на левия бряг на река Мьоза, на 25 km югозападно от град Лиеж. Жп възел. На срещуположния бряг на Мьоза е град Юи. Населението е около 13 000 души (2006).
При консолидацията на общините в Белгия през 1977 към Уанз са присъединени селищата Антей, Баз Оа, Юкорн, Моа и Виналмон.
В Антей е роден художникът Пол Делво (1897-1994).